# Kunstacademie van Vilnius

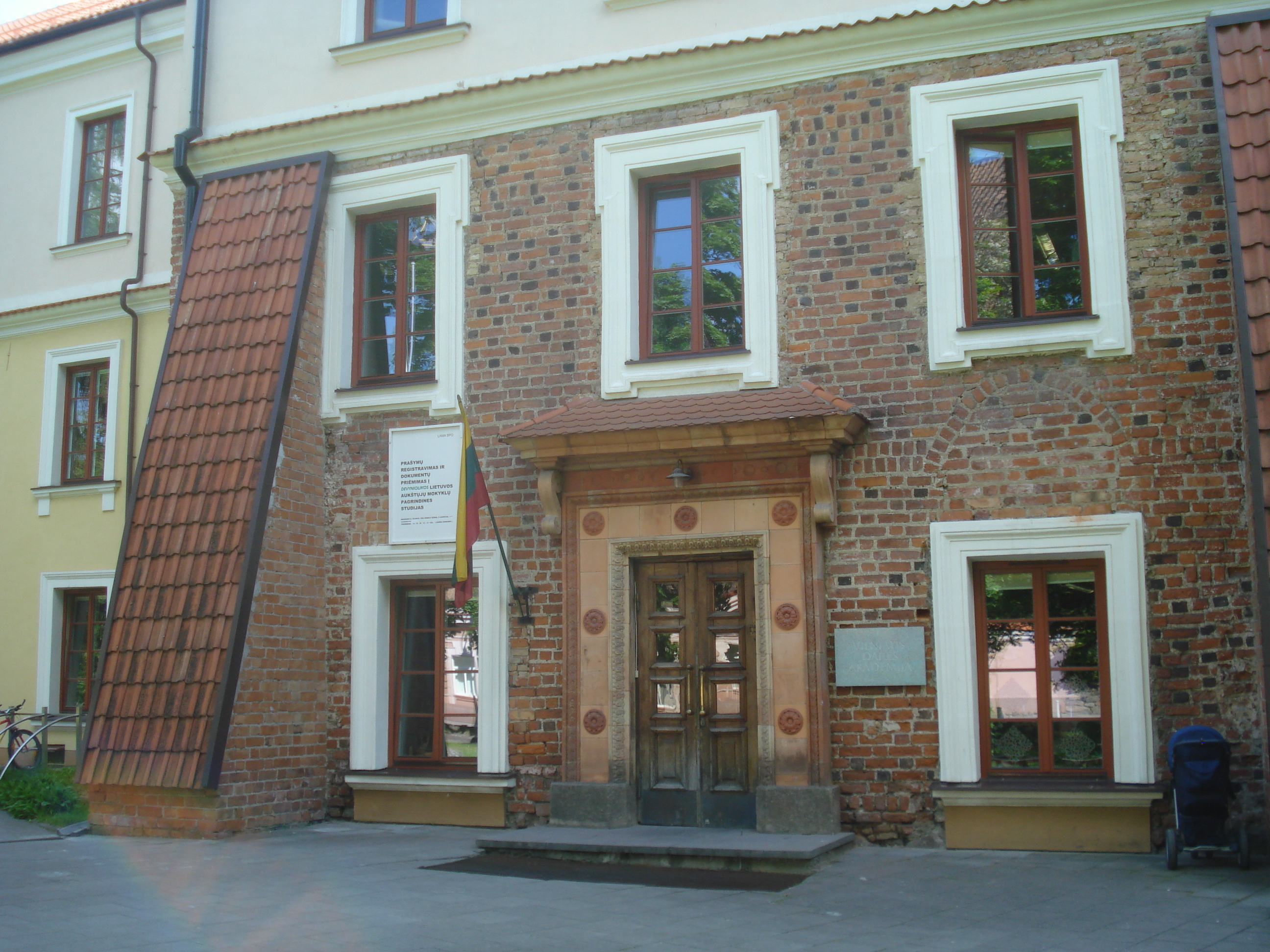

De Kunstacademie van Vilnius (Litouws: Vilniaus dailės akademija, VDA) is een hogeronderwijsinstelling voor kunst, design en architectuur in de Litouwse hoofdstad Vilnius, met filialen in drie andere steden. De academie heeft de status van universiteit.
De instelling gaat terug op de architectuurafdeling van de universiteit van Vilnius, die in 1793, vlak voor de derde Poolse Deling, werd opgericht. Niet veel later kwamen er afdelingen schilder- en tekenkunst (1797), beeldhouwkunst en kunstgeschiedenis (1803) en grafische kunst (1805) bij. In 1832 werd de universiteit in de nasleep van de Novemberopstand echter door de Russische autoriteiten gesloten.
In 1919 werd de universiteit als Poolse instelling heropgericht, inclusief een kunstafdeling waaraan schilderkunst, beeldhouwkunst en grafische kunst werden gedoceerd. Toen Vilnius in 1940 in (Sovjet-)Litouwen was komen te liggen, werd de kunstafdeling van de universiteit afgesplitst. Vanaf 1944 heette de kunstinstelling Kunstinstituut van Vilnius (Vilniaus dailės institutas) en vanaf 1951, toen ze samenging met het instituut voor toegepaste kunst in Kaunas, Staats-Kunstinstituut van de Litouwse SSR (LTSR Valstybinis dailes institutas, LDI). In 1990 kreeg de academie haar huidige naam.
De academie is onderverdeeld in vier faculteiten: een faculteit Kaunas, een faculteit Klaipėda, een faculteit Telšiai en een faculteit Vilnius. In Vilnius bevinden zich het rectoraat, de centrale bibliotheek en ook het museum van de VDA.